# صناعة الفتوى وفقه الأقليات
كتاب من تأليف الشيخ الدكتور عبد الله بن بيه صدر سنة 2004 م.

## ملخص الكتاب
قسم الشيخ هذا الكتاب إلى جزئين كالتالي:

### الجزء الأول – تصدير عن الصناعة
مقدمة عن النازلة والفتوى : لغةً واصطلاحاً.
- الفصل الأول : ما به الفتوى والأدلة المعتمدة في عهد الصحابة.
- الفصل الثاني : تعريف المفتي، المفتى به في المذاهب الأربعة.
- الفصل الثالث : نماذج من منهجية الفتاوي والنوازل وأمثلة منها بعد عصر المجتهدين مع الإشارة إلى كيفية الاستفادة منها في التعامل مع القضايا المستجدة.

### الجزء الثاني
- الفصل الأول :فقه الأقليات : تعريف المصطلح ومقاصده وأهميته ومنهج تحرير الاجتهاد فيه.
- الفصل الثاني : قواعد كبرى يحتاج الفقيه إليها في فقه الأقليات.

1. قاعدة التيسير.
2. تغير الفتوى بتغير الزمان.
3. تنزيل الحاجة منزلة الضرورة.
4. قاعدة العرف وتحقيق المناط.
5. قاعدة النظر في المئالات.
6. قاعدة تنزيل جماعة المسلمين منزلة القاضي.

- الفصل الثالث: أمثلة لمسائل لها أهمية خاصة من فقه الأقليات:

1. مسألة الإقامة بديار غير المسلمين.
2. مسألة تأثير الدار على حكم المعاملات.
3. مسألة تأثير الاستحالة وانقلاب العين في طهارة بعض الأطعمة.

### ملحق
ملحق بفتاوى المجلس الأوروبي للإفتاء والبحوث مع التعليق على بعضها تعضيداً أو نقداً وتسديداً.
== وصلات خارجية ==
- تلخيص الكتاب على موقع المؤلف
- الشيخ بن بيه يشرح الكتاب على يوتيوب على يوتيوب